# MEI (revue)
 (septembre 2023).
Pour les articles homonymes, voir MEI.
MEI (Médiation et Information) est une revue scientifique spécialisée en Sciences de l'information et de la communication, reconnue comme "qualifiante" par l'HCÉRES et le Conseil national des universités. Les numéros de MEI sont thématiques; une cinquantaine de thèmes ont déjà été abordés, comme autant de "revues-livres".
Créée en 1993 par Bernard Darras (Université de Paris-I) et Marie Thonon (Université de Paris-VIII),  MEI est une publication internationale destinée à promouvoir et diffuser la recherche en médiation, communication et sciences de l’information. Onze universités françaises, belges, suisses ou canadiennes sont représentées dans le Comité de rédaction et le Comité scientifique. Autour d’un thème ou d’une problématique, chaque numéro de la revue est composé de trois parties. La première est consacrée à un entretien avec les acteurs du domaine abordé. La seconde est composée d’une dizaine d’articles de recherche. La troisième présente la synthèse des travaux de jeunes chercheurs.
Sous l'égide d'un comité scientifique, l'équipe de publication (Maxime Cervulle, Pascal Froissart, Alexandra Saemmer) désigne pour chaque numéro une "direction déléguée" chargée de la responsabilité scientifique. Les articles sont soumis à une expertise en double aveugle avant publication.

## Diffusion
Les numéros sont disponibles aux Éditions de l'Harmattan, sauf les numéros 1 à 6, publiés par le Département « Information et communication » de l'Université de Paris VIII.
Une version électronique de chaque numéro, en format pdf, est disponible sur le site des Éditions de l'Harmattan, avec un rabais de 30 % par rapport au prix de la copie sur papier. À partir de 2018, une partie des articles sont accessibles gratuitement sur le site de la revue.